# Jaroslav Bayer
Jaroslav Bayer (* 5. října 1943) je bývalý český fotbalista, obránce.

## Fotbalová kariéra
V československé lize hrál v sezóně 1969/70, za SONP Kladno. Nastoupil v 1 ligovém utkání. Gól v lize nedal.

## Ligová bilance
| Ročník                                   | Zápasy | Góly | Klub        |
| ---------------------------------------- | ------ | ---- | ----------- |
| 1. československá fotbalová liga 1969/70 | 1      | 0    | SONP Kladno |
| CELKEM 1. liga                           | 1      | 0    |             |